# Fastböle

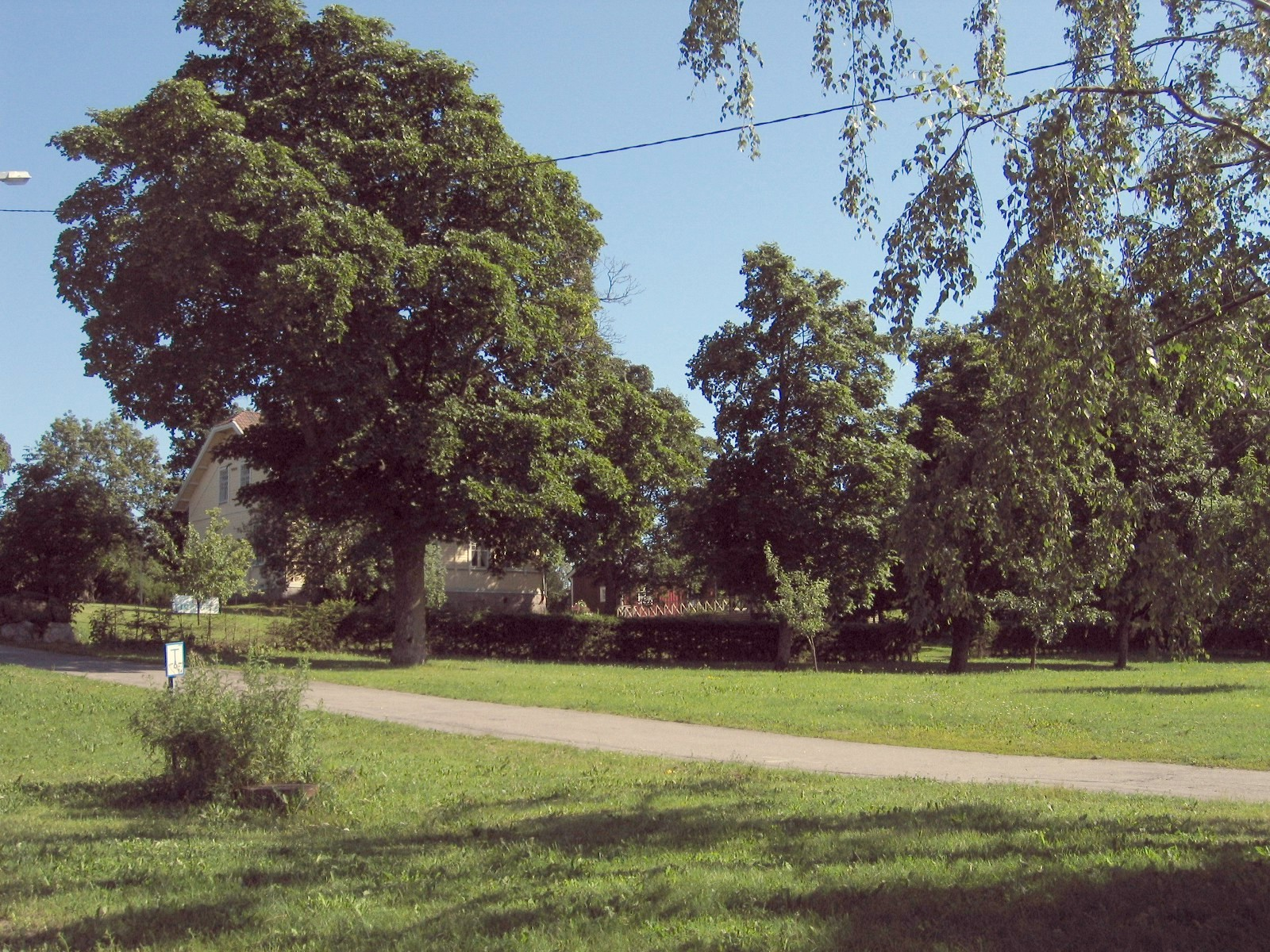
Bykullen i Fastböle

Fastböle (finska: Kuninkaala) är en stadsdel i Vanda stad i landskapet Nyland. 
Fastböle sträcker sig som en smalt landområde från Stambanan söder om Dickursby ända till Lahtisleden. I norr gränsar Fastböle till Haxböle och i söder till Helsingforsstadsdelarna Parkstad och Henriksdal. Ring III går genom Fastböle i öst-västlig riktning, likaså Gamla Borgåvägen som utgjorde den medeltida Kungsvägen. 
Fastböle var en av Helsinge sockens gamla byar och finns nämnd i dokument från år 1540. På en karta från år 1708 ritade man in fyra hus i Fastböle: Gjutars, Konungs, Markusas och Orädders. Dessa fyra hus, samt Påkas som uppstod genom storskiftet finns kvar än i dag på bykullen en bit söder om vetenskapscentret Heureka. Stadsdelens finska namn, Kuninkaala, kommer från gårdsnamnet Konungs. Helsinggård, Dickursby svenska ungdomsförenings gamla hus, finns också i byn vid Kervo å. 
Fastböle var också namnet på en järnvägshållplats söder om Dickursby. Namnet kommer antagligen av att den låg vid vägen som ledde till Fastböle by. År 1926 fick hållplatsen det finska namnet Puistola och år 1954 byttes det svenska namnet till Parkstad, som också gavs som namn åt stadsdelen kring stationen. Denna hållplats fanns cirka 400 meter norr om den nuvarande stationen Parkstad. 
Den nuvarande bosättningen i Fastböle består främst av småhus och har koncentrerats till Heidehof, Sexan (fi: Kuusikko) och Haxberget. Höghus finns endast på ett litet område vid järnvägen söder om bybacken. Det finns två stora kemianläggningar i Fastböle: Tikkurila Oy:s huvudkontor och målarfärgsfabrik med "målartornet" med neonreklamer, samt Alkos huvudkontor och laboratorium. Vid korsningen mellan Ring III och Lahtisleden har det nya företagsområdet Portparken vuxit fram, med Ikea som största affär. 